# Strzelanina w Jacksonville Landing
Strzelanina w Jacksonville Landing – strzelanina, do której doszło 26 sierpnia 2018 w centrum handlowo-rozrywkowym Jacksonville Landing w Jacksonville na Florydzie w Stanach Zjednoczonych. Sprawcą był 24-letni profesjonalny gracz komputerowy David Katz, znany pod pseudonimem RavensChamp. W strzelaninie zginęły 3 osoby, a 11 zostało rannych.

## Przebieg
Strzelanina miała miejsce podczas zawodów e-sportowych w grę komputerową Madden NFL 19 – tego dnia w Jacksonville Landing odbywały się eliminacje do głównego finału rozgrywek w tę grę, które miały zostać zorganizowane w Las Vegas. W rozgrywkach brali udział zawodowi gracze komputerowi w tę grę (tzw. e-sportowcy), wśród których był również napastnik, 24-letni David Katz. Kiedy przegrał z innym graczem, odmówił symbolicznego podania mu ręki, wzburzył się i wyszedł z pomieszczenia, gdzie odbywały się rozgrywki. Katz chwilę później wrócił na miejsce, uzbrojony w dwa pistolety i zaczął strzelać do uczestników turnieju i zgromadzonych tam widzów. Rozgrywki były również transmitowane na żywo przez portal Twitch i dźwięki strzałów zostały zarejestrowane na nagraniu. Katz zabił dwóch graczy i popełnił samobójstwo. Jedenaście innych osób odniosło rany, wśród nich byli zarówno gracze jak i obserwatorzy rozgrywek.

## Ofiary strzelaniny
W strzelaninie zginęło dwóch znanych zawodowych graczy komputerowych w Maddena – 22-letni Elijah trueboy Clayton i 27-letni Taylor SpotMePlzzz Robertson. Pierwszy z nich podjął w ostatniej chwili decyzję o swoim uczestnictwie w turnieju. Na nagraniu ze strzelaniny widać kamerkę z prawej strony na której widoczni są dwaj gracze, wśród nich również Clayton; chwilę przed zniknięciem kamerki i padnięciem strzałów na piersi Claytona widoczny jest punkcik laserowy, pochodzący z broni sprawcy masakry.

## Sprawca
Sprawcą masakry był 24-letni David RavensChamp Katz – 24-letni zawodowy gracz komputerowy w grę Madden NFL 19 pochodzący z Baltimore. W dniu strzelaniny, jeszcze przed rozpoczęciem rozgrywek, policja z nieznanych przyczyn przeszukała jego mieszkanie, ale nie wiadomo czy sprawca o tym wiedział. W zeszłym roku na podobnym wydarzeniu e-sportowym w tę samą grę wygrał sumę w wysokości 10 000 USD. Motywy Katza nie są do końca jasne. Wiadomo, że cierpiał na zaburzenia psychotyczne i w przeszłości często trafiał do szpitali psychiatrycznych.

## Reakcje
Strzelanina zszokowała całe środowisko e-sportowe, gdyż wcześniej nic takiego nie wydarzyło się na żadnym z tego rodzaju turniejów. Niektórzy twierdzili, że dzień strzelaniny był najczarniejszym dniem w historii e-sportu. Po strzelaninie wydawca gry Madden NFL 19 firma Electronic Arts zapowiedział program pomocy rodzinom ofiar i rannych zwany Jacksonville Tribute.